# ゴードン・ソリー
ゴードン・ソリー（Gordon Solie、出生名：Francis Jonard Labiak、本名：Jonard Pierre Sjoblom、1929年1月26日 - 2000年7月27日）は、アメリカ合衆国のプロレス実況者。ミネソタ州ミネアポリス出身。
1960年代から1980年代にかけて、NWAの黄金テリトリーだったフロリダ（エディ・グラハム主宰のチャンピオンシップ・レスリング・フロム・フロリダ）およびジョージア（ジム・バーネット主宰のジョージア・チャンピオンシップ・レスリング）などの南部において、プロレス中継の実況アナウンサーを務めた。
その功績に敬意を表し、"The Dean of wrestling announcers" の称号が与えられている。

## 来歴
アメリカ空軍を除隊後の1950年代より、フロリダ州タンパのラジオ放送局にてディスクジョッキーとして活動。プロレスを含むスポーツのリポーターも務め、プロレスラーへのインタビューなども行っていた。
その後、NWAフロリダ地区のチャンピオンシップ・レスリング・フロム・フロリダ（CWF）にて、リングアナウンサーを経て1960年より実況アナウンサーを担当。以降、CWFのリード・アナウンサーとなって、ルー・テーズ、ジン・キニスキー、エディ・グラハム、ジョニー・バレンタイン、ヒロ・マツダ、ドリー・ファンク・ジュニア、ジャック・ブリスコ、ハーリー・レイス、テリー・ファンク、そして1970年代中盤より同地区のスーパーヒーローとなったダスティ・ローデスなど、数々のレジェンドの試合を実況した。
1974年からはNWAジョージア地区のジョージア・チャンピオンシップ・レスリング（GCW）の中継にも携わるようになり、テッド・ターナーのTBSにおいて1985年まで実況およびインタビュアーを担当。1980年代初頭には悪役コメンテーターのロディ・パイパーを相手に、後のゴリラ・モンスーン&ボビー・ヒーナンやジム・ロス&ジェリー・ローラーなどのコンビに通じる掛け合いを聴かせた。WWFのアナウンサーだったモンスーンは、ソリーの実況スタイルに影響を受けていたという。
CWFの実況は、同団体がジム・クロケット・プロモーションズに吸収される1987年まで担当。1989年からはテッド・ターナーのクロケット・プロ買収により誕生したアトランタのWCWに参加し、GCW以来となるTBSでの活動を再開。1995年にWCWを離れ、プロレス業界から引退した。
1990年代後半、咽頭癌を患い声帯を除去、多くのプロレスファンに親しまれてきた声を失った。その後も闘病を続けたが、2000年7月27日、フロリダ州ニューポート・リッチーの自宅にて死去。71歳没。
1984年7月のブラック・サタデーなどを背景に、ビンス・マクマホンに対しては一貫して批判的な姿勢を取り続けていたが、WWEは彼の功績をたたえ、2008年にWWE殿堂に迎え入れた。インダクターを務めたジム・ロスは、顕彰セレモニーにおいて「ゴードン・ソリーこそが最高のレスリング・アナウンサーであり、我々は彼に次ぐナンバー2を争っているにすぎない」と賛辞を呈している。

## 受賞
Pro Wrestling Illustrated awards
- アナウンサー・オブ・ザ・イヤー（1977年）
- エディターズ・アワード（1989年）

Wrestling Observer Newsletter awards
- ベスト・テレビジョン・アナウンサー（1981年、1982年、1983年）
- レスリング・オブザーバー殿堂（1989年）

WCW
- WCW殿堂（1995年）

NWA
- NWA殿堂（2005年）

WWE
- WWE殿堂（2008年）